# Esther Vani
Esther Vani fue una actriz cinematográfica argentina de principios del siglo XX.

## Carrera
Con su seductora imagen y cabello rubio, Vani se lució  extensamente en varios films durante la época dorada cinematográfica argentina. Actuó, entre otros actores, con Luisa Vehil, Nicolás Fregues, Pilar Gómez, Alita Román, Iris Portillo,  Pedro Quartucci, Felisa Mary, Emma Martínez, César Ratti, Héctor Calcaño y Anita Lang.
Es conocida por su papel en el de 1938, El hombre que nació dos veces, donde hace de pareja del joven galán, Sebastián Chiola.
Debido a sus limitaciones actorales, Vani, desapareció del ambiente artístico a mediados del principio de la década del '40.

## Filmografía
- 1935: Escala en la ciudad
- 1938: El hombre que nació dos veces
- 1939: Mandinga en la sierra
- 1940: La luz de un fósforo
- 1941: Napoleón
- 1941: La quinta calumnia[3]